# Lista de comendadores da Ordem do Infante D. Henrique
Segue-se uma lista incompleta de distinguidos com o grau de Comendador da Ordem do Infante D. Henrique:
- Alfredo Marceneiro
- Ana Tostões
- Aníbal da Silva David[1]
- António Feio
- António Sousa Freitas
- Anthony Bailey
- Augusto Cabrita
- Carlos do Carmo
- Eurico Carrapatoso
- Edi ronsani
- Fátima Lopes
- Fernando Antunes Durão
- Genuino Madruga
- Hans-Ulrich Bünger
- João Botelho
- José Carlos Serafino
- João Mendes Ribeiro
- José Pedro Gomes
- Manuel Graça Dias
- Manuel Joaquim
- Manuel Mateus
- Maria Fernanda Rollo
- Mariza
- Marta de Almeida
- Mendes Ribeiro
- Miguel Vieira
- Nuno Crato
- Rui Firmino Faria Nepomuceno
- Rui Nabeiro
- Rui Veloso
- Ruy de Carvalho
- Senor Abravanel
- Vasco de Assis Teixeira da Gama Lobo Xavier
- Victor Lopes Vieira
- Xutos e Pontapés

1. ↑  https://www.ordens.presidencia.pt/?idc=153&list=1